# Glypta cornuta
Glypta cornuta är en stekelart som beskrevs av Carl Gustav Alexander Brischke 1865. Glypta cornuta ingår i släktet Glypta och familjen brokparasitsteklar. Inga underarter finns listade i Catalogue of Life.